# Велика хајка
Велика хајка (енгл. The Big Heat) је амерички криминалистички филм ноар из 1953. године, режисера Фрица Ланга, у коме главне улоге тумаче Глен Форд, Глорија Грејам и Џослин Брандо. Прича је заснована на серијалу који је Вилијам П. Макгиверн објављивао у часопису The Saturday Evening Post и прати полицајца који креће у обрачун са криминалним синдикатом који контролише његов град. Сценарио за филм је написао бивши криминалистички репортер Сидни Боем.
Конгресна библиотека је 2011. изабрала овај филм за чување у Националном регистру филмова Сједињених Држава.

## Радња
Детектив за убиства, наредник Дејв Бенион, из полицијске управе Кенпорт, позван је да истражи самоубиство корумпираног колеге, Тома Данкана. Његова супруга Берта Данкан тврди да је њен муж био лошег здравственог стања. За собом је оставио коверту адресирану на окружног тужиоца, коју она чува у тајности и закључава у свом сефу у банци.
Љубавница покојног полицајца, Луси Чепман, противречи госпођи Данкан, говорећи Бениону да Том Данкан није био лошег здравља и да није имао разлога да се убије, али је недавно пристао на развод са супругом. У међувремену, Данканова удовица одбија да објасни њихов луксузни дом. Следећег дана, поручник Тед Вилкс је под притиском од људи „одозго” да затвори случај. Луси Чепман је пронађена задављена, а њено тело је прекривено опекотинама од цигарета. Иако је случај Чепман у надлежности шерифа, Бенион га истражује и прима претећи позив у својој кући. Он се суочава са Мајком Лаганом, мафијашким босом који управља градом, и открива да су људи превише уплашени да би се супротставили криминалном синдикату. Када Бенион игнорише упозорења да одустане, у његов аутомобил је подметнут експлозив. Ауто-бомба убија његову жену Кејти. Оптужујући своје надређене за корупцију, Бенион прекорава корумпираног полицијског комесара Хигинса, оптужујући га да је послушао наређења Лагане. Хигинс одмах суспендује Баниона и наређује му да преда своју значку. Одлучан да пронађе одговорне за убиство своје жене, Бенион самостално наставља истрагу.
Нада се да ће открити траг у ноћном клубу под називом „Одступница”. Када Лаганин другокомандујући, Винс Стоун, казни једну жену тамо, остављајући јој опекотину од цигарете, Бенион се супротставља и њему и његовим послушницима. Ово импресионира Стоунову девојку, Деби Марш. Њих двоје се одвозе таксијем до хотела у којем Бенион сада живи. Када Деби случајно подсети Бениона на његову покојну жену, он јој каже да оде. Деби се невољно враћа у Стоунов пентхаус стан. Он је оптужује да је разговарала са Бенионом о његовим активностима и баца јој лонац кључале кафе у лице. Хигинс, који је тамо играо покер са Стоуном и његовом групом, води је у болницу.
Деби се враћа Бенион у његовом хотелу; лева страна њеног лица је тешко опечена и напола прекривена завојима. Ради заштите, он је смешта у хотелску собу близу његове. Деби идентификује човека који је организовао постављање ауто-бомбе као Ларија Гордона, једног од Стоунових сарадника. Она му такође каже где је Гордон одсео. Бенион приморава Гордона да призна да је поставио бомбу у аутомобил и да открије да Данканова удовица уцењује Стоуна и Лагану инкриминишућим документима. Бенион не убија Гордона, али обећава да ће проширити вест да је проговорио. Након тога, Стоунови људи убијају Гордона. Бенион се тада суочава са госпођом Данкан, оптужујући је да је издала Луси Чепман и заштитила Лагану и Стоуна. Држећи руке на њеном грлу, Бенион говори госпођи Данкан да ће, ако буде убијена, бити откривени докази које има против Лагане. Пре него што Бенион успе да испуни своје претње, стижу полицајци које је послао Лагана и он је приморан да оде.
Бенион одлази да се обрачуна са Стоуном када Вилкс стигне, сада спреман да заузме став против мафије и свог корумпираног шефа. Деби одлази код госпође Данкан и почиње да прича о њиховој међусобној повезаности са гангстерима. Када госпођа Данкан покуша да позове Стоуна за помоћ, Деби је убије.
Бенион прати Стоуна, који се враћа у свој пентхаус, где га чека Деби. Она му баца кључалу кафу у лице у знак освете, након чега је Стоун упуца. После кратке борбе, Бенион хвата Стоуна, али га не убија. Деби на самрти признаје да је убила госпођу Данкан. Стоун је ухапшен због убиства и осуђујућих доказа које је покојни Данкан оставио у коверти за окружног тужиоца. Лагана и Хигинс су оптужени, а Бенион је враћен на место детектива.

## Улоге
| Глумац            | Улога          |
| ----------------- | -------------- |
| Глен Форд         | Дејв Бенион    |
| Глорија Грејам    | Деби Марш      |
| Џослин Брандо     | Кејти Бенион   |
| Александер Скорби | Мајк Лагана    |
| Ли Марвин         | Винс Стоун     |
| Џенет Нолан       | Берта Данкан   |
| Питер Витни       | Тирни          |
| Вилис Буши        | Тед Вилкс      |
| Хауард Вендел     | комесар Хигинс |
| Роберт Бертон     | Гас Берк       |
| Адам Вилијамс     | Лари Гордон    |
| Дороти Грин       | Луси Чепман    |